# アレクサンダー・マクック
アレクサンダー・マクドウェル・マクック（英: Alexander McDowell McCook, 1831年4月22日-1903年6月12日）は、アメリカ陸軍の職業軍人であり、南北戦争では北軍の将軍だった。

## 初期の経歴
マクックはオハイオ州コロンビアーナ郡で生まれた。その家系は著名な軍人一家であり、父ダニエルとマクックの兄弟7人、さらに従兄弟の5人は戦争に出た。ザ・ファイティング・マクック（戦うマクック一族）とも呼ばれ、オハイオ州デイトンのマクック基地は一族に因んで名付けられた。兄のロバート・L・マクック、弟達のダニエル・マクック・ジュニアやエドウィン・S・マクックは全て北軍の将軍であり、従兄弟のアンソン・G・マクックやエドワード・M・マクックも同様だった。
マクックは1852年に陸軍士官学校を卒業し、1853年から1857年はニューメキシコ州でアパッチ族やユト族と戦った。また1858年から1861年は陸軍士官学校で歩兵戦術の補助教官を務めた。

## 南北戦争
南北戦争の開始時点の1861年4月で、マクックは第1オハイオ歩兵連隊の大佐になった。第一次ブルランの戦いに参戦し、1861年の冬はケンタッキー州で1個旅団を指揮し、1862年初期にはテネシー州とミシシッピ州で1個師団を指揮し、同年10月には第1軍団指揮官としてペリービルの戦いに参戦したが、この戦いではその軍団がほとんど崩壊寸前まで行った。同年11月と12月はテネシー州ナッシュビルで指揮を執り、ストーンズリバーの戦いに参戦して、再びその軍団は崩壊した。1863年夏、チカマウガの戦いに繋がる方面作戦で再びその軍団を率い、これで3度目かつ最後となる軍団の崩壊を経験した。その後軍法会議に掛けられたが、有罪とはならなかった。戦争の残り期間、前線で実戦に携わる機会は無かった。
マクックは1861年9月に志願兵の准将に、また1862年7月志願兵の少将に昇進した。ナッシュビルの占領によって正規軍の名誉中佐に、シャイローの戦いで名誉大佐に、さらにペリービルの戦いで名誉准将に昇進した。1865年3月、戦争中の功績で名誉少将となった。同年2月から5月は東アーカンソー地区軍を率いた。

## 戦後
マクックは1865年10月に志願兵従軍を辞任し、1867年3月に第26歩兵連隊の中佐に任官された。1874年まではテキサス州で大半は守備隊任務に就いた。1875年から1880年、アメリカ陸軍総司令官ウィリアム・シャーマンの副官を務めた。1886年から1890年（短期間の空白はあった）、カンザス州レブンワース砦の指揮官となり、そこで歩兵と騎兵を教えた。
マクックは1890年に准将、1894年に少将となり、1895年に除隊した。1898年から1899年に米西戦争の間の管理としてアメリカ合衆国陸軍省の調査の任務に就いた。
マクックはオハイオ州デイトンで死に、シンシナティのスプリンググラブ墓地に埋葬されている。
ネブラスカ州マクックの町は彼の栄誉を称えて名付けられた。